# Heiko Lietz

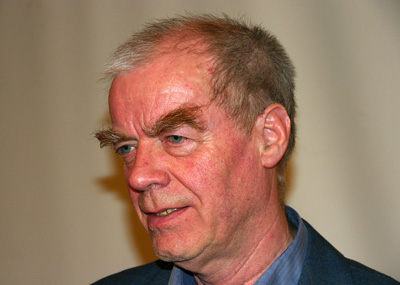
Heiko Lietz, 2006

Heiko Lietz (* 4. Oktober 1943 in Schwerin) ist ein deutscher Theologe, Politiker und ehemaliger DDR-Bürgerrechtler. Von 1990 bis 1991 war er Landessprecher des Neuen Forums, danach bis 1993 Mitglied im Sprecherrat von Bündnis 90 und von 1993 bis 1994 Landessprecher von Bündnis 90/Die Grünen in Mecklenburg-Vorpommern.

## Leben
Nach dem Abitur 1961 in Rostock studierte Lietz bis 1966 Evangelische Theologie an der Universität Rostock. 1967 kam er als Totalverweigerer in Untersuchungshaft, wurde dann jedoch bis 1969 Bausoldat in der NVA. 1969/70 absolvierte er sein Vikariat in Rostock und wurde 1970 Pastor in der Domgemeinde in Güstrow und nebenamtlicher Studentenpfarrer. 1980 kündigte er aufgrund von theologischen Konflikten mit der Kirche seinen Dienst als Pastor, um aber in der Kirche weiterhin zu arbeiten. Er wurde Gemeindemitarbeiter, aber nach vier Monaten wieder entlassen.
Als Bundeskanzler Helmut Schmidt mit Erich Honecker Güstrow am 13. Dezember 1981 besuchte, erhielt Heiko Lietz – vom MfS inzwischen im Operativen Vorgang OV „Zersetzer“ bearbeitet – Hausarrest.

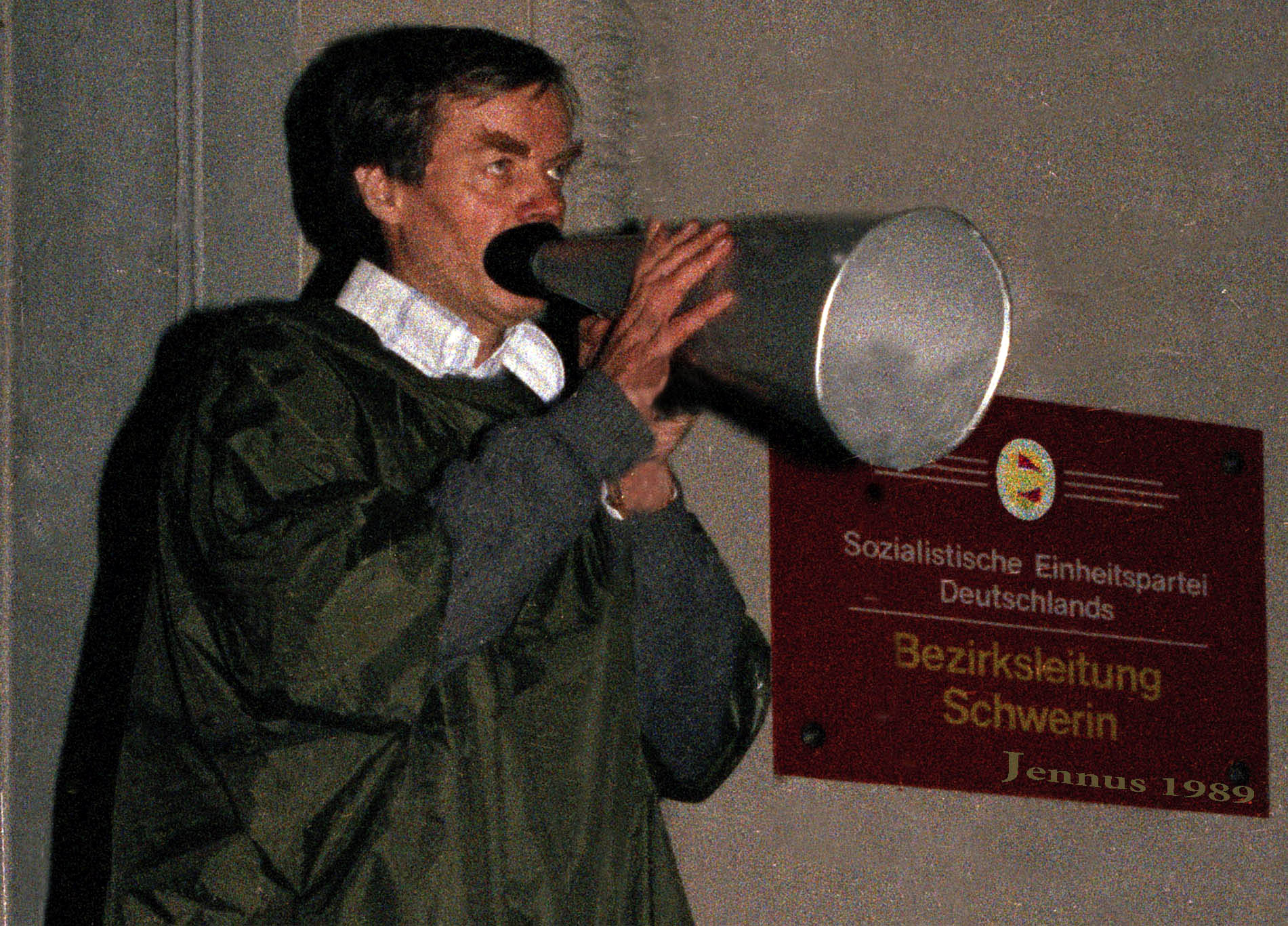
Heiko Lietz, 1989

Von 1981 bis 1988 arbeitete er als Hauswirtschaftspfleger bei der Volkssolidarität. 1988 erhielt er als Katechet in einer Dorfgemeinde wieder eine Anstellung bei der Kirche und wurde Vorsitzender einer Arbeitsgemeinschaft Frieden.
Ab 1984 bereitete Lietz zusammen mit anderen das DDR-weite jährliche Treffen Frieden konkret vor und koordinierte es. Dessen DDR-weiten Arbeits- und Koordinierungskreis zum Wehrdienstproblem organisierte und moderierte er bis 1989 bei den Treffen in der Berliner Samariterkirche von Rainer Eppelmann. Dieser Kreis gab die Samisdat-Untergrundzeitschrift »BeKenntnis« heraus, deren Redakteur Gerold Hildebrand war. 1988 gründete Lietz einen DDR-weiten Arbeitskreis für Menschenrechte.
In einem Bericht vom 1. Juni 1989 wird Heiko Lietz vom Ministerium für Staatssicherheit zum „harten Kern“ seiner Gegner gezählt:

„Etwa 600 Personen sind den Führungsgremien zuzuordnen, während den sogen. harten Kern eine relativ kleine Zahl fanatischer, von sogen. Sendungsbewußtsein, persönlichem Geltungsdrang und politischer Profilierungssucht getriebener, vielfach unbelehrbarer Feinde des Sozialismus bildet. Dieser Kategorie zuzuordnen sind ca. 60 Personen, u. a. die Pfarrer EPPELMANN, TSCHICHE und WONNEBERGER sowie Gerd und Ulrike POPPE, Bärbel BOHLEY und Werner FISCHER; die Personen RÜDDENKLAU, SCHULT, Dr. KLEIN und LIETZ. Sie sind die maßgeblichen Inspiratoren/Organisatoren politischer Untergrundtätigkeit und bestimmen mit ihren Verbindungen im Inland, in das westliche Ausland und zu antisozialistischen Kräften in anderen sozialistischen Staaten die konkreten Inhalte der Feindtätigkeit personeller Zusammenschlüsse und deren überregionalen Aktionsradius.“

Ab 1989 arbeitete er im Neuen Forum mit und wurde Mitglied des Republiksprecherrats sowie Vertreter des Neuen Forums am Zentralen Runden Tisch. Im Mai 1990 wurde er Kreistagsabgeordneter und Fraktionssprecher im Landkreis Güstrow und im Oktober 1990 erster Landessprecher des Neuen Forums in Mecklenburg-Vorpommern. Im September 1991 wurde er Mitglied im Gründungssprecherrat der Partei Bündnis 90 und war ab 1992 Mitglied im Bundessprecherrat. 1993 wurde Lietz Sprecher des Vorstands des nun mit den Grünen fusionierten Landesverbands Bündnis 90/Die Grünen. Bei der Landtagswahl 1994 trat er als Spitzenkandidat an, bei der die Partei jedoch an der Fünf-Prozent-Hürde scheiterte. 1997 trat Lietz aus der Partei Bündnis 90/Die Grünen aus. 1998 gründete er die Wählergemeinschaft Bürgerbündnis 2000 im Landkreis Güstrow. 2019 trat er wieder in die Partei ein.
Von 1994 bis 1999 war er zudem Mitglied der Synode der Evangelisch-Lutherischen Landeskirche Mecklenburgs. 1995 bis 1998 war er Projektleiter für die Arbeit mit Obdachlosen im Rahmen der regionalen Arbeitsförderung.
Im Oktober 2015 unterzeichnete Lietz mit 46 weiteren DDR-Bürgerrechtlern aus unterschiedlichen politischen Lagern den von Katrin Hattenhauer initiierten Offenen Brief an Bundeskanzlerin Angela Merkel, in dem es eingangs heißt: „Wir unterstützen Ihre Politik der offenen Grenzen. Wir unterstützen Ihre Flüchtlingspolitik und Ihren Einsatz um der Menschen willen. Mit größtem Respekt sehen wir Ihre feste Haltung zur Aufnahme asylsuchender Flüchtlinge bei uns in Deutschland […] 70 Jahre nach dem Holocaust öffnet Deutschland seine Grenzen und rettet Menschen aus Not und Tod.“
1999 war ein Buch von Ernst-Jürgen Walberg und Thomas Balzer erschienen, in dem auf das Jahr 1989 zurückgeblickt wurde. Darin wird geschildert, wie in Schwerin am 23. Oktober 1989 eine besondere Situation entstand. 40.000 Menschen zogen an diesem Tag gemeinsam durch Schwerin, der Zug war sechs bis acht Kilometer lang. Sie wollten den Dialog, aber niemand war dann mehr da, dem man die Meinung sagen konnte. Bürgerrechtler Lietz beobachtete, wie die Stimmung umschlug. Er wird wie folgt zitiert:

„Ich habe mitbekommen, daß sich da vor der SED-Bezirksleitung irgend etwas zusammenbraute, und bin ganz schnell dahin gelaufen. Und dann habe ich gesehen, daß ein harter Kern von zweitausend bis zweitausendfünfhundert Leuten vor dem Gebäude stand und ganz massiv forderte: '... Wir stürmen die Bude!' Es war eine sehr aggressive Stimmung." Inzwischen hat ... Heiko Lietz eine Flüstertüte ..., über eine Stunde redet er auf die aufgebrachte Menschenmenge ein.  "Ich habe sie immer wieder aufgefordert, sie sollen doch gehen – es werde nichts mehr passieren! Und wenn jetzt was Schlimmes passiere, dann wäre alles das zerstört, was wir mit Mühen erreicht hätten: eben dieser friedliche Aufbruch. Und das werde Auswirkungen haben auf die gesamte DDR. Und das dürfe auf keinen Fall passieren, dafür hätten wir uns nicht die ganzen Jahre lang gemüht. Nach etwa einer Stunde waren fast alle Menschen bis auf ein paar Leutchen weg. ... Ich hatte es geschafft – mit meiner letzten Energie.“

## Ehrungen
- 2025: Bundesverdienstkreuz am Bande[7]

## Filmdokumentation
- Drei Stunden Güstrow, Film von Michael Krull über den Besuch von Helmut Schmidt 1981 in der DDR, Doku-Reportage, NDR 1994.

## Belege
1. ↑  Siehe dazu den Eintrag der Immatrikulation von Heiko Lietz im Rostocker Matrikelportal
2. ↑  Detlev Brunner: „Nicht rufen: Auf Wiedersehen!“ Adventliche Stunden in Güstrow – wie Erich Honecker und die Stasi Bundeskanzler Helmut Schmidt im Dezember 1981 die DDR vorführten., in: Die Zeit, 30. November 2006, Nr. 49.
3. ↑  DDR-weiter Arbeits- und Koordinierungskreis zum Wehrdienstproblem von Frieden konkret: Vorschlag zur Einrichtung eines sozialen Wehrersatzdienstes, Flugblatt mit den Kontaktadressen von Heiko Lietz, Oliver Kloss und Mario Schatta.
4. ↑  Ministerium für Staatssicherheit der DDR: Bericht über Größe und Zusammensetzung der oppositionellen und negativen Kräfte vom 1. Juni 1989.
5. ↑  Deutsche Welle: Der offene Brief an Angela Merkel im Wortlaut zur Flüchtlings- und Asylpolitik vom 23. Oktober 2015.
6. ↑  Erinnerungen für die Zukunft: Ernst-Jürgen Walberg und Thomas Balzer. Geschichten und Geschichte aus dem Norden der DDR,  hrsg. vom Norddeutschen Rundfunk. J.H.W. Dietz Nachf. Bonn 1999, Seiten 224–225.
7. ↑  Schwesig: Alle Ausgezeichneten haben große Anerkennung verdient. In: Regierungsportal M-V. 9. Januar 2025, abgerufen am 14. Januar 2025.

| Personendaten    | Personendaten                                                                                        |
| ---------------- | --- |
| NAME             | Lietz, Heiko                                                                                         |
| KURZBESCHREIBUNG | deutscher Pfarrer und Bürgerrechtler in der DDR sowie Politiker (Neues Forum, Bündnis 90/Die Grünen) |
| GEBURTSDATUM     | 4. Oktober 1943                                                                                      |
| GEBURTSORT       | Schwerin                                                                                             |